# Ascocodinaea stereicola
Ascocodinaea stereicola är en svampart som beskrevs av Samuels, Cand. & Magni 1997. Ascocodinaea stereicola ingår i släktet Ascocodinaea, klassen Sordariomycetes, divisionen sporsäcksvampar och riket svampar.  Arten är reproducerande i Sverige. Inga underarter finns listade i Catalogue of Life.